# Rosina Gómez Baeza
Rosina Gómez-Baeza Tinturé (Gijón, Asturias, 30 de junio de 1941) es una gestora cultural española, reconocida internacionalmente por dirigir durante veinte años la feria Internacional de Arte Contemporáneo ARCO, contribuyendo a la internacionalización del arte contemporáneo español. Posteriormente ha sido directora fundadora de la 1ª Bienal de Arte, Arquitectura y Paisaje de las Islas Canarias y presidenta del Instituto de Arte Contemporáneo IAC.
Ha sido galardonada con el Premio MAV, Mujeres en las Artes Visuales 2018 en la categoría de gestora cultural.

## Biografía
Su padre era profesor en la Escuela Politécnica del Ejército. Es biznieta del pintor Sebastián Miranda y Pérez-Herce. Estudió en la Universidad de Cambridge Literatura y Filología Inglesa. También estudió Pedagogía en la Universidad Politécnica de Londres e Historia del Arte y la Civilización Francesa en la Universidad Católica de París. Ha sido profesora y traductora además de participar activamente en la constitución de la Institución Ferial Madrileña IFEMA, siendo su primera directora de certámenes feriales y de Desarrollo.
Gómez Baeza fue directora de la Feria de Arte Contemporáneo ARCO entre 1986 y 2006. Directora fundadora de la 1ª Bienal de Arte, Arquitectura y Paisaje de las Islas Canarias entre 2005 y 2006. Presidenta del Instituto de Arte Contemporáneo IAC entre 2005 y 2008. Directora Fundadora de La Laboral en 2007, a pocos kilómetros de Gijón crea un referente internacional en cuanto a new media art denominado LaBoral Centro de Arte y Creación Industrial de Asturias entre 2006 y 2011. Por este motivo El Cultural le dedicó en el año 2009 una extensa entrevista realizada por Paula Aciaga donde explica los objetivos del centro: dinamizar el mundo creativo asturiano y potenciar la internacionalidad de La Laboral en el contexto nacional e internacional mediante la realización de encuentros europeos en torno a la innovación.
Además es socia, directora y cofundadora de YGB ART en Madrid desde 2012, presidenta de Factoría Cultural, Vivero de Industrias Creativas. Matadero-Madrid, codirectora de un curso de Extensión Universitaria en torno a la innovación en la cultura audiovisual (convocado por La Laboral, junto a la Universidad Abierta de Cataluña y la Universidad de Oviedo, jurado de los Premios Príncipe de Asturias de las Artes y miembro del Consejo del Instituto Internacional de Posgrado de la Universidad Abierta de Cataluña (UOC). Es socia de MAV (Mujeres en las Artes Visuales).
A lo largo de su carrera ha promovido diferentes iniciativas culturales en relación con la producción artística y su difusión, como la Fundación Arco y la Colección de Arte Contemporáneo, el Festival de Cine Experimental de Madrid y Madrid Abierto. También impulsó la investigación en torno a artistas españoles y sus resultados fueron recogidos en la Enciclopedia de Arte Español del siglo XX.
Además ha dirigido numerosos foros y cursos de arte contemporáneo, tanto fuera como dentro de España, ha formado parte de numerosos jurados, e impulsó convocatorias que permiten el acceso del público a obras de arte en soporte digital.

## Reconocimientos
Ha sido premiada en diferentes ocasiones y distinguida con varias condecoraciones:
- Medalla de Oro al Mérito en las Bellas Artes, 2009.[17]
- Gran Cruz de Cooperación Iberoamericana.[5]
- Distinción a la Excelencia Europea de la UE.[18]
- Caballero de la Orden de las Artes y de las Letras de la República Francesa.[19]
- Premio a la Proyección Internacional del Ayuntamiento de Madrid.[20]
- Comendadora de la Estrella de la Solidaridad Italiana Archivado el 9 de octubre de 2023 en Wayback Machine..[21]